# Diaphania fuscicaudalis
Diaphania fuscicaudalis is een vlinder uit de familie van de grasmotten (Crambidae), uit de onderfamilie van de Spilomelinae. De wetenschappelijke naam van deze soort is voor het eerst voorgesteld als Eudioptis fuscicaudalis door Heinrich Benno Möschler in een publicatie uit 1881.

## Verspreiding
De soort komt voor in Venezuela, Suriname, Brazilië en Ecuador.